# Bejgli

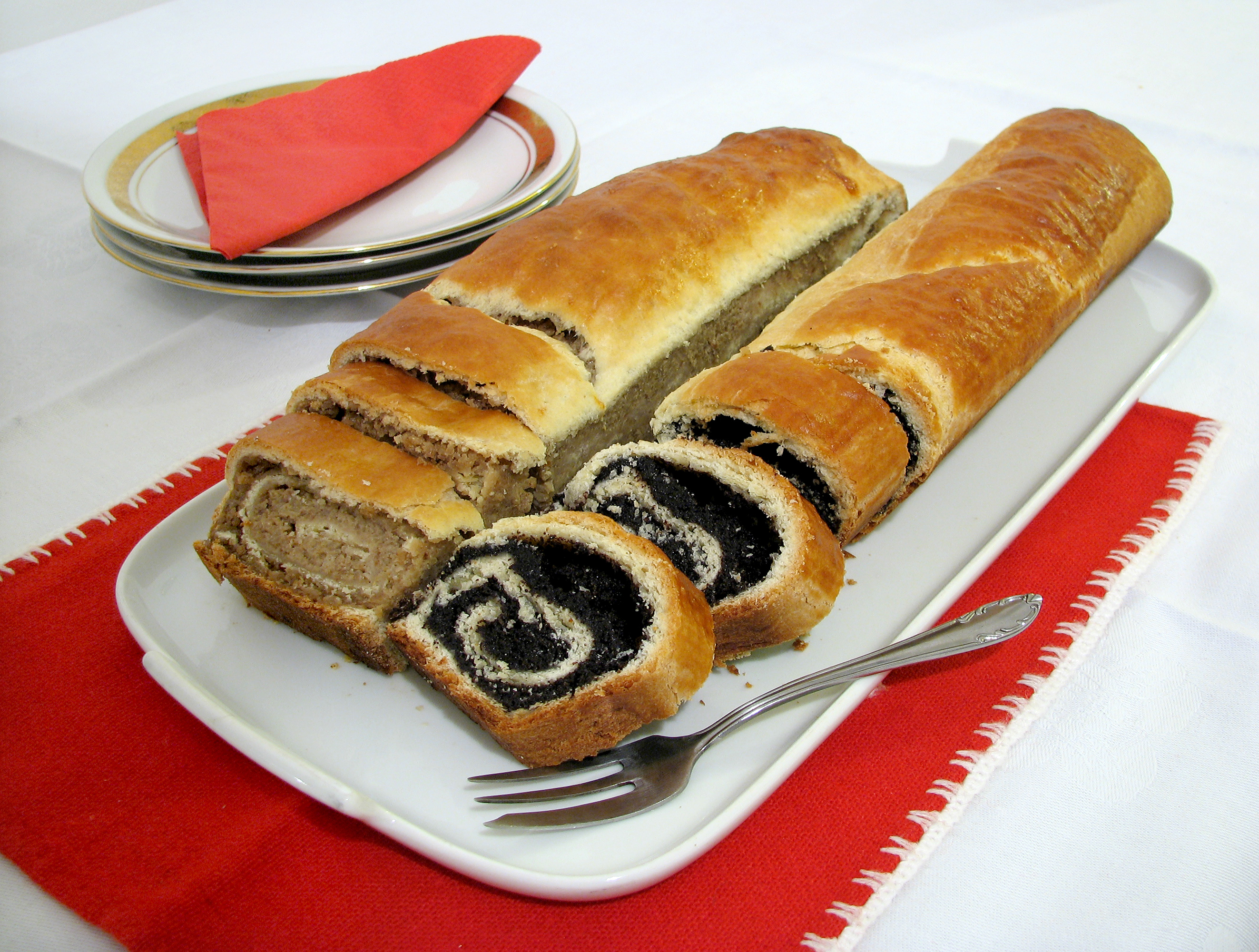
Diós bejgli und mákos bejgli

Bejgli /ˈbe̞jɡli/ oder manchmal Beigli oder Tekercs /ˈtɛkɛrt͡ʃ/ ist ein traditioneller Kuchen der ungarischen Küche. Es gibt ihn in zwei Varianten, als Walnussrolle (diós bejgli oder diós tekercs) mit Walnüssen und als Mohnrolle (mákos bejgli oder mákos tekercs) mit Mohnsamen. Bejgli kommen aus der schlesischen Küche und werden in Ungarn traditionellerweise zur Weihnachtszeit und Ostern gegessen.
Der Teig wird aus Mehl, Eigelb, Butter und Hefe zubereitet. Die Mohnfüllung besteht aus gemahlenem Mohn, Rosinen, Rum und Vanille; die Walnussfüllung aus Rosinen, Rum, Zitronenschale und gehackten Walnüssen. Der Teig wird dick ausgerollt. Die Füllung wird über dem Teig verteilt, der dann zu einem gleichmäßigen Zylinder aufgerollt, mit Eigelb bestrichen und im Ofen gebacken wird.